# Liste des députés roumains de 2016 à 2020
La Chambre des députés de la Roumanie compte 329 membres pour la législature en cours.

## Députés élus en 2016
| Député                           | Județ           | Parti | Parti                    |
| -------------------------------- | --------------- | ----- | ------------------------ |
| Florin Claudiu Roman             | Alba            |       | PSD                      |
| Olar Corneliu Răcuci             | Alba            |       | PSD                      |
| Claudiu Vasile                   | Alba            |       | PSD                      |
| Sorin Bumb                       | Alba            |       | PSD                      |
| Ioan Dîrzu                       | Alba            |       | PNL                      |
| Dorel-Gheorghe Căprar            | Arad            |       | PSD                      |
| Florin-Dan Tripa                 | Arad            |       | PSD                      |
| Adrian Tudor                     | Arad            |       | PSD                      |
| Glad-Aurel Varga                 | Arad            |       | PNL                      |
| Eusebiu-Manea Pistru-Popa        | Arad            |       | PNL                      |
| Sergiu Cosmin Vlad               | Arad            |       | USR                      |
| Faragó Péter                     | Arad            |       | UDMR                     |
| Radu-Costin Vasilică             | Argeș           |       | PSD                      |
| Mircea-Gheorghe Drăghici         | Argeș           |       | PSD                      |
| Simona Bucura-Oprescu            | Argeș           |       | PSD                      |
| Nicolae Georgescu                | Argeș           |       | PSD                      |
| Cătălin-Marian Rădulescu         | Argeș           |       | PSD                      |
| Nicolae Velcea                   | Argeș           |       | PSD                      |
| Dănuț Bica                       | Argeș           |       | PNL                      |
| Liviu Ionuț Moșteanu             | Argeș           |       | USR                      |
| Andrei Gerea                     | Argeș           |       | ALDE                     |
| Petru-Gabriel Vlase              | Bacău           |       | PSD                      |
| Theodora Șotcan                  | Bacău           |       | PSD                      |
| Ionel Floroiu                    | Bacău           |       | PSD                      |
| Lucian Șova                      | Bacău           |       | PSD                      |
| Claudiu-Augustin Ilișanu         | Bacău           |       | PSD                      |
| Costel Neculai Dunava            | Bacău           |       | PSD                      |
| Ionel Palăr                      | Bacău           |       | PNL                      |
| Tudorița Lungu                   | Bacău           |       | PNL                      |
| Lucian Daniel Stanciu            | Bacău           |       | USR                      |
| Avram Constantin                 | Bacău           |       | ALDE                     |
| Gheorghe-Dănuț Bogdan            | Bihor           |       | PSD                      |
| Marina-Adelina Coste             | Bihor           |       | PSD                      |
| Ioan-Sorin Roman                 | Bihor           |       | PSD                      |
| Găvrilă Ghilea                   | Bihor           |       | PNL                      |
| Florica Cherecheș                | Bihor           |       | PNL                      |
| Ioan Cupșa                       | Bihor           |       | PNL                      |
| Rozália Biró                     | Bihor           |       | UDMR                     |
| Ödön Szabó                       | Bihor           |       | UDMR                     |
| Silviu Dehelean                  | Bihor           |       | USR                      |
| Adriana Doina Pană               | Bistrița-Năsăud |       | PSD                      |
| Vasile Daniel Suciu              | Bistrița-Năsăud |       | PSD                      |
| Robert Ionatan Sighiartău        | Bistrița-Năsăud |       | PNL                      |
| Cristina-Ionela Iurișniți        | Bistrița-Năsăud |       | USR                      |
| Ionuț Simionca                   | Bistrița-Năsăud |       | PMP                      |
| Tamara-Dorina Ciofu              | Botoșani        |       | PSD                      |
| Mihaela Huncă                    | Botoșani        |       | PSD                      |
| Marius Constantin Budăi          | Botoșani        |       | PSD                      |
| Răzvan-Ilie Rotaru               | Botoșani        |       | PSD                      |
| Costel Lupașcu                   | Botoșani        |       | PSD                      |
| Vasile Cristian Achiței          | Botoșani        |       | PNL                      |
| Mihai Valentin Popa              | Brașov          |       | PSD                      |
| Viorel Chiriac                   | Brașov          |       | PSD                      |
| Roxana Mînzatu                   | Brașov          |       | PSD                      |
| Mihai Mohaci                     | Brașov          |       | PSD                      |
| Mara Mareș                       | Brașov          |       | PNL                      |
| Gabriel Andronache               | Brașov          |       | PNL                      |
| Tudor Benga                      | Brașov          |       | USR                      |
| Izabell-Agnes Ambrus             | Brașov          |       | UDMR                     |
| Remus-Adrian Borza               | Brașov          |       | ALDE                     |
| Mihai Tudose                     | Brăila          |       | PSD                      |
| Nicu Niță                        | Brăila          |       | PSD                      |
| Marilena Emilia Meiroșu          | Brăila          |       | PSD                      |
| Antoneta Ioniță                  | Brăila          |       | PNL                      |
| Vasile Varga                     | Brăila          |       | PNL                      |
| Gabriel Petrea                   | Bucarest        |       | PSD                      |
| Beatrice Tudor                   | Bucarest        |       | PSD                      |
| Liviu Ioan Adrian Pleșoianu      | Bucarest        |       | PSD                      |
| Mirela Furtună                   | Bucarest        |       | PSD                      |
| Petre Florin Manole              | Bucarest        |       | PSD                      |
| Aida Cristina Căruceru           | Bucarest        |       | PSD                      |
| Dumitru Chiriță                  | Bucarest        |       | PSD                      |
| Diana Tușa                       | Bucarest        |       | PSD                      |
| Mihăiță Vârză                    | Bucarest        |       | PSD                      |
| Oana Consuela Florea             | Bucarest        |       | PSD                      |
| Georgian Pop                     | Bucarest        |       | PSD                      |
| Carmen Moldovan                  | Bucarest        |       | PSD                      |
| Adriana Săftoiu                  | Bucarest        |       | PNL                      |
| Eugen Nicolăescu                 | Bucarest        |       | PNL                      |
| Ovidiu Raețchi                   | Bucarest        |       | PNL                      |
| Daniel Constantin                | Bucarest        |       | ALDE                     |
| Damian Florea                    | Bucarest        |       | ALDE                     |
| Sorin Cîmpeanu                   | Bucarest        |       | ALDE                     |
| Anton Anton                      | Bucarest        |       | ALDE                     |
| Nicușor Dan                      | Bucarest        |       | USR                      |
| Cristian Ghinea                  | Bucarest        |       | USR                      |
| Cristian Gabriel Seidler         | Bucarest        |       | USR                      |
| Oana Bîzgan                      | Bucarest        |       | USR                      |
| Matei Adrian Dobrovie            | Bucarest        |       | USR                      |
| Claudiu Iulius Gavril Năsui      | Bucarest        |       | USR                      |
| Cristina Mădălina Prună          | Bucarest        |       | USR                      |
| Tudor Rareș Pop                  | Bucarest        |       | USR                      |
| Valeriu Steriu                   | Bucarest        |       | PMP                      |
| Eugen Tomac                      | Bucarest        |       | PMP                      |
| Ion Marcel Ciolacu               | Buzău           |       | PSD                      |
| Sorin Lazăr                      | Buzău           |       | PSD                      |
| Ionela Viorela Dobrică           | Buzău           |       | PSD                      |
| Nicolae Sebastian Valentin Radu  | Buzău           |       | PSD                      |
| Dănuț Păle                       | Buzău           |       | PSD                      |
| Cristinel Romanescu              | Buzău           |       | PNL                      |
| Adrian Mocanu                    | Buzău           |       | USR                      |
| Ion Mocioalcă                    | Caraș-Severin   |       | PSD                      |
| Ion Spânu                        | Caraș-Severin   |       | PSD                      |
| Luminița Maria Jivan             | Caraș-Severin   |       | PSD                      |
| Valeria Daria Schelean-Șomfelean | Caraș-Severin   |       | PNL                      |
| Ion Tăbugan                      | Caraș-Severin   |       | PMP                      |
| Eugen Nicolicea                  | Călărași        |       | PSD                      |
| Iulian Iacomi                    | Călărași        |       | PSD                      |
| Marian Cătălin Predoiu           | Călărași        |       | PNL                      |
| George Sefer                     | Călărași        |       | PMP                      |
| Gabriel Horia Nasra              | Cluj            |       | PSD                      |
| Cornel Itu                       | Cluj            |       | PSD                      |
| Cristina Burciu                  | Cluj            |       | PSD                      |
| Vasile Florin Stamatian          | Cluj            |       | PNL                      |
| Nechita-Adrian Oros              | Cluj            |       | PNL                      |
| Sorin-Dan Moldovan               | Cluj            |       | PNL                      |
| Emanuel Dimitru Ungureanu        | Cluj            |       | USR                      |
| Adrian Octavian Dohotaru         | Cluj            |       | USR                      |
| Botond Csoma                     | Cluj            |       | UDMR                     |
| Steluta Cataniciu                | Cluj            |       | ALDE                     |
| Iulian Iancu                     | Constanța       |       | PSD                      |
| Mircea-Titus Dobre               | Constanța       |       | PSD                      |
| Ileana-Cristina Dumitrache       | Constanța       |       | PSD                      |
| Radu Babuș                       | Constanța       |       | PSD                      |
| George-Gabriel Vișan             | Constanța       |       | PSD                      |
| Bogdan Iulian Hutuca             | Constanța       |       | PNL                      |
| Robert Aurel Boroianu            | Constanța       |       | PNL                      |
| Stelian-Cristian Ion             | Constanța       |       | USR                      |
| István Antal                     | Constanța       |       | UDMR                     |
| Mircea Banias                    | Constanța       |       | ALDE                     |
| Robert Turcescu                  | Constanța       |       | PMP                      |
| Erika Benkő                      | Covasna         |       | UDMR                     |
| Maron Arpad                      | Covasna         |       | UDMR                     |
| József-György Kulcsár-Terza      | Covasna         |       | UDMR                     |
| Octavian Goga                    | Covasna         |       | PMP                      |
| Rovana Plumb                     | Dâmbovița       |       | PSD                      |
| Leonardo Badea                   | Dâmbovița       |       | PSD                      |
| Georgeta-Carmen Holban           | Dâmbovița       |       | PSD                      |
| Corneliu Ștefan                  | Dâmbovița       |       | PSD                      |
| Oana-Silvia Vlăducă              | Dâmbovița       |       | PSD                      |
| Preda Cezar                      | Dâmbovița       |       | PNL                      |
| Dumitru Lupescu                  | Dâmbovița       |       | USR                      |
| Lia Olguța Vasilescu             | Dolj            |       | PSD                      |
| Ion Călin                        | Dolj            |       | PSD                      |
| Alina Elena Tănăsescu            | Dolj            |       | PSD                      |
| Alexandra Presură                | Dolj            |       | PSD                      |
| Florinel Stancu                  | Dolj            |       | PSD                      |
| Eliza Mădălina Peța              | Dolj            |       | PSD                      |
| Nicolae Giugea                   | Dolj            |       | PNL                      |
| Ionuț Marian Stroe               | Dolj            |       | PNL                      |
| Adrian-Claudiu Prisnel           | Dolj            |       | USR                      |
| Ion Cupa                         | Dolj            |       | ALDE                     |
| Viorel Ștefan                    | Galați          |       | PSD                      |
| Florin Popa                      | Galați          |       | PSD                      |
| Lucreția Roșca                   | Galați          |       | PSD                      |
| Nicolae Dobrovici-Bacalbașa      | Galați          |       | PSD                      |
| Mitică-Marius Mărgărit           | Galați          |       | PSD                      |
| Victor Paul Dobre                | Galați          |       | PNL                      |
| Bogdan Ionel Rodeanu             | Galați          |       | USR                      |
| Eugen Durbacă                    | Galați          |       | ALDE                     |
| Cătălin Cristache                | Galați          |       | PMP                      |
| Răzvan-Alexandru Cuc             | Giurgiu         |       | PSD                      |
| Ioan Alexandru Andrei            | Giurgiu         |       | PSD                      |
| Cristina-Elena Dinu              | Giurgiu         |       | PSD                      |
| Toma Florin Petcu                | Giurgiu         |       | ALDE                     |
| Victor Ponta                     | Gorj            |       | PSD                      |
| Mihai Weber                      | Gorj            |       | PSD                      |
| Alin Vasile Văcaru               | Gorj            |       | PSD                      |
| Elvira Șarapatin                 | Gorj            |       | PSD                      |
| Dan Vîlceanu                     | Gorj            |       | PNL                      |
| Hunor Kelemen                    | Harghita        |       | UDMR                     |
| Attila Korodi                    | Harghita        |       | UDMR                     |
| Sándor Bende                     | Harghita        |       | UDMR                     |
| Zakariás Benedek                 | Harghita        |       | UDMR                     |
| Csaba-István Sebestyén           | Harghita        |       | UDMR                     |
| Laurențiu Nistor                 | Hunedoara       |       | PSD                      |
| Natalia-Elena Intotero           | Hunedoara       |       | PSD                      |
| Ilie Toma                        | Hunedoara       |       | PSD                      |
| Petru-Sorin Marica               | Hunedoara       |       | PSD                      |
| Lucian Heiuș                     | Hunedoara       |       | PNL                      |
| Marius-Gheorghe Surgent          | Hunedoara       |       | PNL                      |
| Mihăiță Găină                    | Ialomița        |       | PSD                      |
| Andrei Pop                       | Ialomița        |       | PSD                      |
| Ștefan Mușoiu                    | Ialomița        |       | PSD                      |
| Gheorghe Tinel                   | Ialomița        |       | PNL                      |
| Camelia Gavrilă                  | Iași            |       | PSD                      |
| Nicolae Bănicioiu                | Iași            |       | PSD                      |
| Tudor Ciuhodaru                  | Iași            |       | PSD                      |
| Vasile Cîtea                     | Iași            |       | PSD                      |
| Silviu Nicu Macovei              | Iași            |       | PSD                      |
| Vasile Axinte                    | Iași            |       | PSD                      |
| Marius Bodea                     | Iași            |       | PNL                      |
| Costel Alexe                     | Iași            |       | PNL                      |
| Dumitru Oprea                    | Iași            |       | PNL                      |
| Cosette-Paula Chichirău          | Iași            |       | USR                      |
| Varujan Vosganian                | Iași            |       | ALDE                     |
| Petru Movilă                     | Iași            |       | PMP                      |
| Alexandra-Corina Bogaciu         | Ilfov           |       | PSD                      |
| Constantin Cătălin Zamfira       | Ilfov           |       | PSD                      |
| Andrei Daniel Gheorghe           | Ilfov           |       | PNL                      |
| Mihai Culeafa                    | Ilfov           |       | PNL                      |
| Cornel Zainea                    | Ilfov           |       | USR                      |
| Gheorghe Șimon                   | Maramureș       |       | PSD                      |
| Marius-Sorin-Ovidiu Bota         | Maramureș       |       | PSD                      |
| Călin-Vasile-Andrei Matei        | Maramureș       |       | PSD                      |
| Viorica Cherecheș                | Maramureș       |       | PNL                      |
| Vlad Emanuel Duruș               | Maramureș       |       | USR                      |
| Norbert Apjok                    | Maramureș       |       | UDMR                     |
| Adrian Todoran                   | Maramureș       |       | PMP                      |
| Constantin Trușcă                | Mehedinți       |       | PSD                      |
| Vlad Bontea                      | Mehedinți       |       | PSD                      |
| Alexandru Bălănescu              | Mehedinți       |       | PSD                      |
| Popescu Virgil Daniel            | Mehedinți       |       | PNL                      |
| Corneliu-Florin Buicu            | Mureș           |       | PSD                      |
| Gheorghe-Dinu Socotar            | Mureș           |       | PSD                      |
| Mihai Doru Oprișcan              | Mureș           |       | PNL                      |
| Lavinia Abu Amra                 | Mureș           |       | USR                      |
| Levente Vass                     | Mureș           |       | UDMR                     |
| Andrea Csép                      | Mureș           |       | UDMR                     |
| Zsolt Biró                       | Mureș           |       | UDMR                     |
| Marius Pașcan                    | Mureș           |       | PMP                      |
| Ioan Munteanu                    | Neamț           |       | PSD                      |
| Dănuț Andrușca                   | Neamț           |       | PSD                      |
| Ciprian-Constantin Șerban        | Neamț           |       | PSD                      |
| Alexandru Rotaru                 | Neamț           |       | PSD                      |
| Neculai Iftimie                  | Neamț           |       | PSD                      |
| Mugur Cozmanciuc                 | Neamț           |       | PNL                      |
| Laurențiu Leoreanu               | Neamț           |       | PNL                      |
| Iulian Bulai                     | Neamț           |       | USR                      |
| Florin Iordache                  | Olt             |       | PSD                      |
| Dan Ciocan                       | Olt             |       | PSD                      |
| Alexandru Stănescu               | Olt             |       | PSD                      |
| Marius-Ionel Iancu               | Olt             |       | PSD                      |
| Gigel Sorinel Știrbu             | Olt             |       | PNL                      |
| Niță Mihai                       | Olt             |       | ALDE                     |
| Rodica Paraschiv                 | Prahova         |       | PSD                      |
| Cornel Nanu                      | Prahova         |       | PSD                      |
| Andrei Nicolae                   | Prahova         |       | PSD                      |
| Laura-Mihaela Moagher            | Prahova         |       | PSD                      |
| Ludmila Sfîrloagă                | Prahova         |       | PSD                      |
| George Ionescu                   | Prahova         |       | PNL                      |
| Răzvan Sorin Prisca              | Prahova         |       | PNL                      |
| Roberta Anastase                 | Prahova         |       | PNL                      |
| Dan Răzvan Rădulescu             | Prahova         |       | USR                      |
| Grațiela Gavrilescu              | Prahova         |       | ALDE                     |
| Cătălina Bozianu                 | Prahova         |       | PMP                      |
| Ioana Bran                       | Satu Mare       |       | PSD                      |
| Octavian Petric                  | Satu Mare       |       | PSD                      |
| Nicoară Romeo Florin             | Satu Mare       |       | PNL                      |
| Lóránd Magyar                    | Satu Mare       |       | UDMR                     |
| István Erdei-Dolóczki            | Satu Mare       |       | UDMR                     |
| Iuliu Nosa                       | Sălaj           |       | PSD                      |
| Lucian Nicolae Bode              | Sălaj           |       | PNL                      |
| Dénes Seres                      | Sălaj           |       | UDMR                     |
| Liviu Ioan Balint                | Sălaj           |       | PMP                      |
| Ovidiu-Ioan Sitterli             | Sibiu           |       | PSD                      |
| Ioan Terea                       | Sibiu           |       | PSD                      |
| Raluca Turcan                    | Sibiu           |       | PNL                      |
| Nicolae Neagu                    | Sibiu           |       | PNL                      |
| Constantin Șovăială              | Sibiu           |       | PNL                      |
| Ilie-Dan Barna                   | Sibiu           |       | USR                      |
| Eugen Bejinariu                  | Suceava         |       | PSD                      |
| Maricela Cobuz                   | Suceava         |       | PSD                      |
| Cătălin-Ioan Nechifor            | Suceava         |       | PSD                      |
| Alexandru Rădulescu              | Suceava         |       | PSD                      |
| Emilian-Iuliu Havrici            | Suceava         |       | PSD                      |
| Ioan Bălan                       | Suceava         |       | PNL                      |
| Angelica Fador                   | Suceava         |       | PNL                      |
| Bogdan Gheorghiu                 | Suceava         |       | PNL                      |
| Dumitru Mihălescul               | Suceava         |       | PNL                      |
| Baisanu Stefan-Alexandru         | Suceava         |       | USR                      |
| Liviu Dragnea                    | Teleorman       |       | PSD                      |
| Adrian Ionuț Gâdea               | Teleorman       |       | PSD                      |
| Valentin Gabriel Boboc           | Teleorman       |       | PSD                      |
| Mara Daniela Calista             | Teleorman       |       | PNL                      |
| Calota Florica Ica               | Teleorman       |       | ALDE                     |
| Călin-Ionel Dobra                | Timiș           |       | PSD                      |
| Alfred-Robert Simonis            | Timiș           |       | PSD                      |
| Radu-Adrian Pau                  | Timiș           |       | PSD                      |
| Bianca-Miruna Gavriliță          | Timiș           |       | PSD                      |
| Marilen Pirtea                   | Timiș           |       | PNL                      |
| Ben Oni Ardelean                 | Timiș           |       | PNL                      |
| Pavel Popescu                    | Timiș           |       | PNL                      |
| Cătălin Drulă                    | Timiș           |       | USR                      |
| Marian Gheorghe Cucsa            | Timiș           |       | ALDE                     |
| Cornel Sămărtinean               | Timiș           |       | PMP                      |
| Andaluzia Luca                   | Tulcea          |       | PSD                      |
| Lucian-Eduard Simion             | Tulcea          |       | PSD                      |
| Vasile Gudu                      | Tulcea          |       | PNL                      |
| George Siscu                     | Tulcea          |       | PNL                      |
| Adrian Solomon                   | Vaslui          |       | PSD                      |
| Ana Birchall                     | Vaslui          |       | PSD                      |
| Irinel Ioan Stativă              | Vaslui          |       | PSD                      |
| Aurel Căciulă                    | Vaslui          |       | PSD                      |
| Daniel Olteanu                   | Vaslui          |       | PNL                      |
| Mihai-Cătălin Botez              | Vaslui          |       | USR                      |
| Corneliu Bichineț                | Vaslui          |       | PMP                      |
| Vasile Cocoș                     | Vâlcea          |       | PSD                      |
| Daniela Oteșanu                  | Vâlcea          |       | PSD                      |
| Ștefan-Ovidiu Popa               | Vâlcea          |       | PSD                      |
| Eugen Neață                      | Vâlcea          |       | PSD                      |
| Cristian Buican                  | Vâlcea          |       | PNL                      |
| Dumitru Dovin                    | Vâlcea          |       | ALDE                     |
| Angel Tîlvăr                     | Vrancea         |       | PSD                      |
| Dragoș-Petruț Bârlădeanu         | Vrancea         |       | PSD                      |
| Nicușor Halici                   | Vrancea         |       | PSD                      |
| Tudorița-Rodica Boboc            | Vrancea         |       | PSD                      |
| Ion Ștefan                       | Vrancea         |       | PNL                      |
| Mihai Voicu                      | Diaspora        |       | PSD                      |
| Manuel Costescu                  | Diaspora        |       | USR                      |
| Constantin Codreanu              | Diaspora        |       | PMP                      |
| Doru Petrișor Coliu              | Diaspora        |       | PMP                      |
| Ovidiu Granț                     | Minorités       |       | FDGR                     |
| Varujan Pambuccian               | Minorités       |       |                          |
| Mihaela Csokany                  | Minorités       |       |                          |
| Dragoș Zisopol                   | Minorités       |       |                          |
| Victoria Longher                 | Minorités       |       |                          |
| Daniel Vasile                    | Minorités       |       | Parti rom « Pro-Europa » |
| Miron Ignat                      | Minorités       |       | CRLR                     |
| Slavoliub Adnagi                 | Minorités       |       | USR                      |
| Ecatarina-Maria Orban            | Minorités       |       |                          |
| Iusein Ibram                     | Minorités       |       | UDTTMR                   |
| Nicolae Miroslav Petrețchi       | Minorités       |       |                          |
| Andi Grosaru                     | Minorités       |       |                          |
| Bogdan Stoica                    | Minorités       |       |                          |
| Silviu Vexler                    | Minorités       |       | FCER                     |
| Slobodan Ghera                   | Minorités       |       |                          |
| Venera-Mariana Popescu           | Minorités       |       |                          |
| Iulius Marian Firczak            | Minorités       |       |                          |

## Entrants/Sortants
| Entrant | Parti | Parti | En remplacement de | Date | Motif |
| ------- | ----- | ----- | ------------------ | ---- | ----- |
|         |       | PSD   | Cornel Nanu        |      |       |
|         |       | PSD   | Ludmila Sfîrloagă  |      |       |